# Örjan Persson

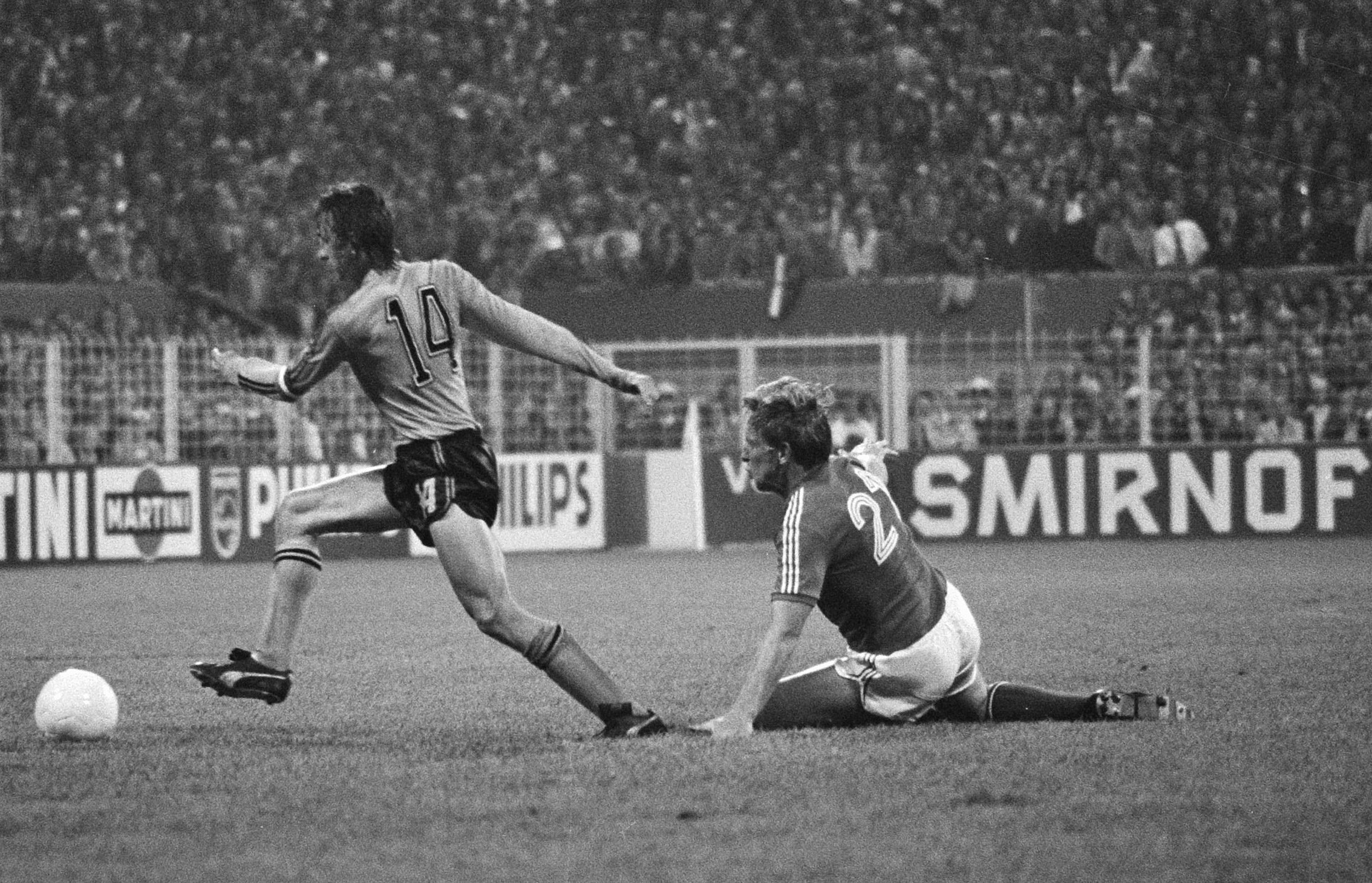
Örjan Persson (rechts) und Johan Cruyff (links) bei der Weltmeisterschaft 1974

Per Örjan Persson (* 27. August 1942 in Uddevalla) ist ein ehemaliger schwedischer Fußballnationalspieler.

## Laufbahn

### Vereinskarriere
Persson begann seine Karriere bei Örgryte IS. Nach Ende der Saison 1964 wechselte er im Dezember zu Dundee United nach Schottland. Er war zusammen mit dem dänischen Stürmer Finn Døssing der erste nichtbritische Spieler des Vereins. 1966 führten die beiden – Persson als Vorbereiter und Døssing als Vollstrecker – den Verein erstmals in den Europapokal. Im Messepokal gelangen zwei Siege gegen den FC Barcelona, ehe der Klub nach einer 0:3-Auswärtsniederlage und einem 1:0-Rückspielsieg gegen Juventus Turin ausschied. Persson, der in 29 Spielen elf Tore erzielte, spielte eine überragende Saison. Daher wurde die schottische Konkurrenz auf ihn aufmerksam und 1967 wechselte er zu den Glasgow Rangers.
Im Ibrox Park spielte Persson drei Jahre. Außer dem Sieg 1970 im Scottish League Cup konnte er jedoch keine Erfolge verzeichnen. 1970 kehrte er nach Schweden zu seinem Heimatverein Örgryte IS zurück, wo er später seine Karriere beendete.

### Nationalmannschaft
Persson war zwischen 1962 und 1974 schwedischer Nationalspieler. Er debütierte am 19. Juni 1962 beim 3:0-Erfolg gegen Finnland. Bei den Weltmeisterschaften 1970 und 1974 gehörte er zum Kader. Nach der WM 74 und 48 Länderspielen beendete er seine Nationalmannschaftskarriere.